# Mølby (Haderslev Kommune)
 For alternative betydninger, se Mølby. (Se også artikler, som begynder med Mølby)
Mølby er en landsby i Sønderjylland med 259 indbyggere  (2024). Mølby er beliggende tre kilometer vest for Sommersted, 10 kilometer nord for Vojens og 18 kilometer nordvest for Haderslev. Byen tilhører Haderslev Kommune og er beliggende i Region Syddanmark.
Den hører til Oksenvad Sogn.

## Lokalhistorie

### Grundlæggelse

#### Æ Kleinbahn
Mølby er formentligt opstået som en lille stationsby, efter at det i 1880 blev besluttet at forløbet Æ Kleinbahn skulle rulles ud. Der skulle bygges en jernbane fra Haderslev til Skodborg. Derfor kom der også til at gå en togbane fra Sommersted over Mølledammen som ligger midt i Mølby, og videre ud mod Lerte (Nedre Lert)
Derfor skulle der også bygges en station i Mølby. Men da det blev besluttet at der skulle laves en station og jernbane i Mølby, skulle der alligevel gå lang tid før at det blev bygget

#### Tovskovstation
Selvom Æ Kleinbahn havde besluttet at der skulle være en togstation og togbane ved Mølledammen i Mølby, gik der alligevel lidt over 20 år. Men endelig i 1905 blev der givet grønt lys til at bygge og Tovskov station, som den fremtidigt ville blive kaldt, blev  indviet den 7. januar i 1905. Tovskovstation var en forholdsvis lille station derfor blev alt billetsalg og godsinspektion foretaget på den lille kro Mølby Kro. Samtidigt med dette blev der bygget et sidespor fra Tovskov station til Tovskov vandmølle sporet var 553 meter og gik i en sydvestelig bue mod møllen.